# Lusthaus (Klášterec nad Orlicí)
Lovecký zámeček Lusthaus stával na břehu Divoké Orlice, asi 150 metrů od Pašerácké lávky, nedaleko Klášterce nad Orlicí.

## Historie
Empírový lovecký zámeček nechal v roce 1806 postavit František Adam Bubna z Litic, majitel panství Žamberk. Sloužil k ubytování během lovů. Objevuje se však také domněnka, že jeho zakladatelem byl až v roce 1815 hrabě Jan Parish. V polovině 19. století se z něj stala hájovna. V roce 1936 zámek postihl požár a po něm nebyl obnoven. Požár měl údajně založit henleinovec Tauber, který se snažil zabránit úmyslu vytvořit ze zámku opěrný bod československé armády. Dnes jej připomíná pouze dvojice zarostlých pstruhových rybníků a tis, pozůstatek po parkové úpravě okolí. Jeho historii se věnuje i jedno ze zastavení naučné stezky procházející Zemskou bránou.

## Popis
Šlo o přízemní budovu o půdorysu obdélníka, zakončenou valbovou střechou ze šindele. Na severozápadě a jihovýchodě byla střecha podepřena šesticí sloupů s korintskými hlavicemi, které tvořili jakési verandy. U řeky se nacházela lodžie s dvojicí sloupů a párem oken ve stylu pseudogotiky s lomeným obloukem. Trojice oken byla i v průčelí na severozápadě a jihovýchodě. Vstup se nacházel v jihozápadním průčelí mezi trojicí oken s lomeným obloukem.